# 赫利博达尔斯凯
赫利博達爾斯凯（烏克蘭語：Хлібодарське），是烏克蘭西南部敖德薩州敖德萨区阿万哈尔德市镇内的市級鎮。距離比利亞伊夫卡28公里，面積0.88平方公里，海拔高度45米，2011年人口2,357，人口密度每平方公里2,678.4人。